# Adolfo II, Príncipe de Eschaumburgo-Lipa
Adolfo II, Príncipe de Eschaumburgo-Lipa (23 de Fevereiro de 1883 – 26 de Março de 1936) foi o último governante do Principado de Eschaumburgo-Lipa

## Biografia
Adolfo nasceu em Stadthagen, filho do então príncipe-herdeiro Jorge de Eschaumburgo-Lipa (1846–1911) e da princesa Maria Ana Saxe-Altemburgo(1864–1918) durante o reinado do seu avô, o príncipe Adolfo I.
Tornou-se herdeiro aparente de Eschaumburgo-Lipa a 8 de Maio de 1893, após a morte do seu avô e a sucessão do seu pai ao trono. Sucedeu ao seu pai a 29 de Abril de 1911, e reinou até ser obrigado a abdicar a 15 de Novembro de 1918, após a Revolução Alemã: o principado tornou-se no Estado Livre de Eschaumburgo-Lipa. Adolfo foi para o exílio em Brioni na Ístria.
Durante o seu reinado, desenvolveu o spa de Bad Eilsen e foi responsável pela construção de vários edifícios nesse local.

### Casamento e morte
Adolfo contraiu casamento morganático com Ellen Bischoff-Korthaus (1894–1936) em Berlim a 10 de Janeiro de 1920.
Viriam a morrer os dois num acidente de avião em Zumpango, no México a 26 de Março de 1936. Acredita-se que se tratou de uma colisão em voo controlado contra a lateral de um vulcão quando se encontravam a viajar da Cidade do México para Cidade da Guatemala num avião Ford Trimotor.
O New York Times de 27 de Março de 1936 reportou que foi o pior acidente aéreo da história do México, uma vez que morreram todos os catorze passageiros, que incluíam dez turistas europeus e quatro membros da tripulação. O irmão mais novo de Adolfo, o príncipe Frederico Cristiano de Eschaumburgo-Lipa, que, na altura, era ajudante de Joseph Goebbels, foi contra a ideia de sepultar os restos mortais de Ellen no Mausoléu de Bückeburger ao lado do marido, por achar que ela não era de "origem ariana". Foi sucedido como chefe da Casa de Eschaumburgo-Lipa pelo seu irmão Wolrad.

## Genealogia
| Adolfo II, Príncipe de Eschaumburgo-Lipa | Pai: Jorge, Príncipe de Eschaumburgo-Lipa | Avô paterno: Adolfo I, Príncipe de Eschaumburgo-Lipa | Bisavô paterno: Jorge Guilherme, Príncipe de Eschaumburgo-Lipa |
| Adolfo II, Príncipe de Eschaumburgo-Lipa | Pai: Jorge, Príncipe de Eschaumburgo-Lipa | Avô paterno: Adolfo I, Príncipe de Eschaumburgo-Lipa | Bisavó paterna: Ida de Waldeck e Pyrmont                       |
| Adolfo II, Príncipe de Eschaumburgo-Lipa | Pai: Jorge, Príncipe de Eschaumburgo-Lipa | Avó paterna: Hermínia de Waldeck e Pyrmont           | Bisavô paterno: Jorge II, Príncipe de Waldeck e Pyrmont        |
| Adolfo II, Príncipe de Eschaumburgo-Lipa | Pai: Jorge, Príncipe de Eschaumburgo-Lipa | Avó paterna: Hermínia de Waldeck e Pyrmont           | Bisavó paterna: Ema de Anhalt-Bernburg-Schaumburg-Hoym         |
| Adolfo II, Príncipe de Eschaumburgo-Lipa | Mãe: Maria Ana de Saxe-Altemburgo         | Avô materno: Maurício de Saxe-Altemburgo             | Bisavô materno: Jorge, Duque de Saxe-Altemburgo                |
| Adolfo II, Príncipe de Eschaumburgo-Lipa | Mãe: Maria Ana de Saxe-Altemburgo         | Avô materno: Maurício de Saxe-Altemburgo             | Bisavó materna: Maria Luísa de Mecklemburgo-Schwerin           |
| Adolfo II, Príncipe de Eschaumburgo-Lipa | Mãe: Maria Ana de Saxe-Altemburgo         | Avó materna: Augusta de Saxe-Meiningen               | Bisavô materno: Bernardo II, Duque de Saxe-Meiningen           |
| Adolfo II, Príncipe de Eschaumburgo-Lipa | Mãe: Maria Ana de Saxe-Altemburgo         | Avó materna: Augusta de Saxe-Meiningen               | Bisavó materna: Maria Frederica de Hesse-Cassel                |